# Inkräktaren
Inkräktaren (engelska: Urban Ghost Story) är en brittisk skräckfilm från 1998 i regi av Geneviève Jolliffe, skriven av Geneviève Jolliffe och Chris Jones, och med Jason Connery, Nicola Stapleton, Billy Boyd, Stephanie Buttle och Heather Ann Foster i rollerna. Den utspelar sig i ett höghusområde beläget i Skottlands största stad Glasgow.

## Handling
12‑åriga Lizzie Fisher är ute och åker bil med sin kompis Kevin trots att de har druckit och tagit ecstasy. Bilen kraschar våldsamt och Kevin dör omedelbart, medan Lizzie är död i cirka 184 sekunder. Precis när hon är nära "ljuset", återupplivas hon av räddningspersonal. Efter denna nära‑döden‑upplevelse börjar Lizzie känna att hon tagit med sig något mörkt tillbaka. Hon plågas av mardrömmar, obehagliga lukter och en plötslig känsla av skuld – att hon borde ha dött.
Spöken eller poltergeist‑fenomen manifesterar sig först i form av knackningar, mystiska ljud och illaluktande dofter i Lizzies hem, som är en rå och sliten lägenhet i ett höghus i Glasgow. Sedan eskalerar aktiviteten: möbler flyttas runt, sängkläder slits av osynliga händer, väggar repas och dörrar slamras. Allt tyder på att Lizzies lägenhet är i centrum för ett poltergeist‑angrepp.
Lizzie påstår att hon är hemsökt, men omgivningen – inklusive polis, socialtjänst och skolpersonal – misstror henne och tror att hon bara söker uppmärksamhet eller lurar alla. Hennes mamma Kate (Stephanie Buttle), som lever ensam med Lizzie och hennes lilla halvsyskon Alex i socialtjänstens tjänst, börjar tro henne först när hon själv upplever spöklika fenomen. Deras ekonomiska situation är redan svår och förvärras av hot från en lånehaj (spelas av Billy Boyd) över obetalda skulder.
Kate kontaktar en sensationslysten kvällstidningsjournalist, John Fox (Jason Connery), i hopp om hjälp. Inledningsvis tror journalisten inte på spöken utan ser bara en story – men efter att ha bott i lägenheten och bevittnat oförklarliga händelser börjar även han tvivla på sin rationalitet. Han rekryterar senare parapsykologer och medier som installerar utrustning i lägenheten, men många är mer intresserade av sensation än av att hjälpa.
Spökaktiviteten intensifieras i filmens slutskede: Möbler flyger, skräckkulisserna når nya nivåer och emot slutet når de övernaturliga händelserna sin höjdpunkt. Människokonflikter kulminerar: journalisten måste välja mellan tryckfrihet och medkänsla, parapsykologerna vill bevisa fenomenet, och socialtjänsten hotar med omhändertagande. Filmen rundas av med en kombination av andlig konfrontation (man försöker driva ut "kraften") och emotionell försoning inom familjen – även om slutet lämnar resterande frågor om "vad som verkligen hände".

## Rollista
| Jason Connery        | – John Fox                                    |
| Stephanie Buttle     | – Kate Fisher                                 |
| Heather Ann Foster   | – Lizzie Fisher                               |
| Nicola Stapleton     | – Kerrie                                      |
| James Cosmo          | – Minister                                    |
| Elizabeth Berrington | – Mrs. Ash                                    |
| Siri Neal            | – Socialarbetare (krediterad som Siri O'Neal) |
| Andreas Wisniewski   | – Quinn                                       |
| Billy Boyd           | – Lånehaj                                     |
| Kenneth Bryans       | – Mr. Ash                                     |
| Carolyn Bonnyman     | – Mrs. Miller                                 |
| Alan Owen            | – Alex Fisher                                 |
| Stephen MacDonald    | – Rättsläkare                                 |
| Julie Austin         | – Lärare                                      |
| Nicola Greene        | – WPC Tomkins                                 |